# Grindelia hirsutula
Grindelia hirsutula es una especie de planta fanerógama perteneciente a la familia Asteraceae. 

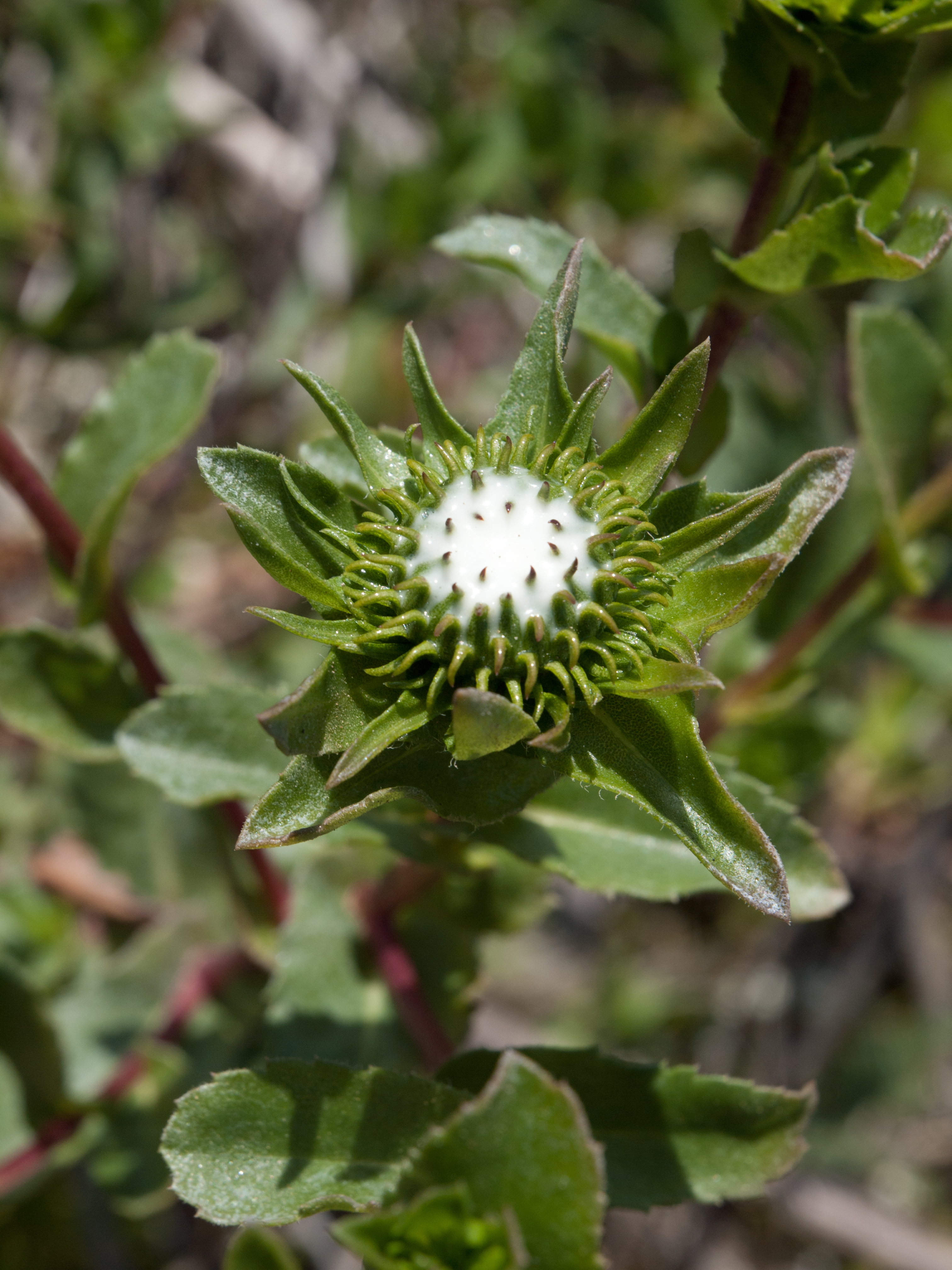
Detalle

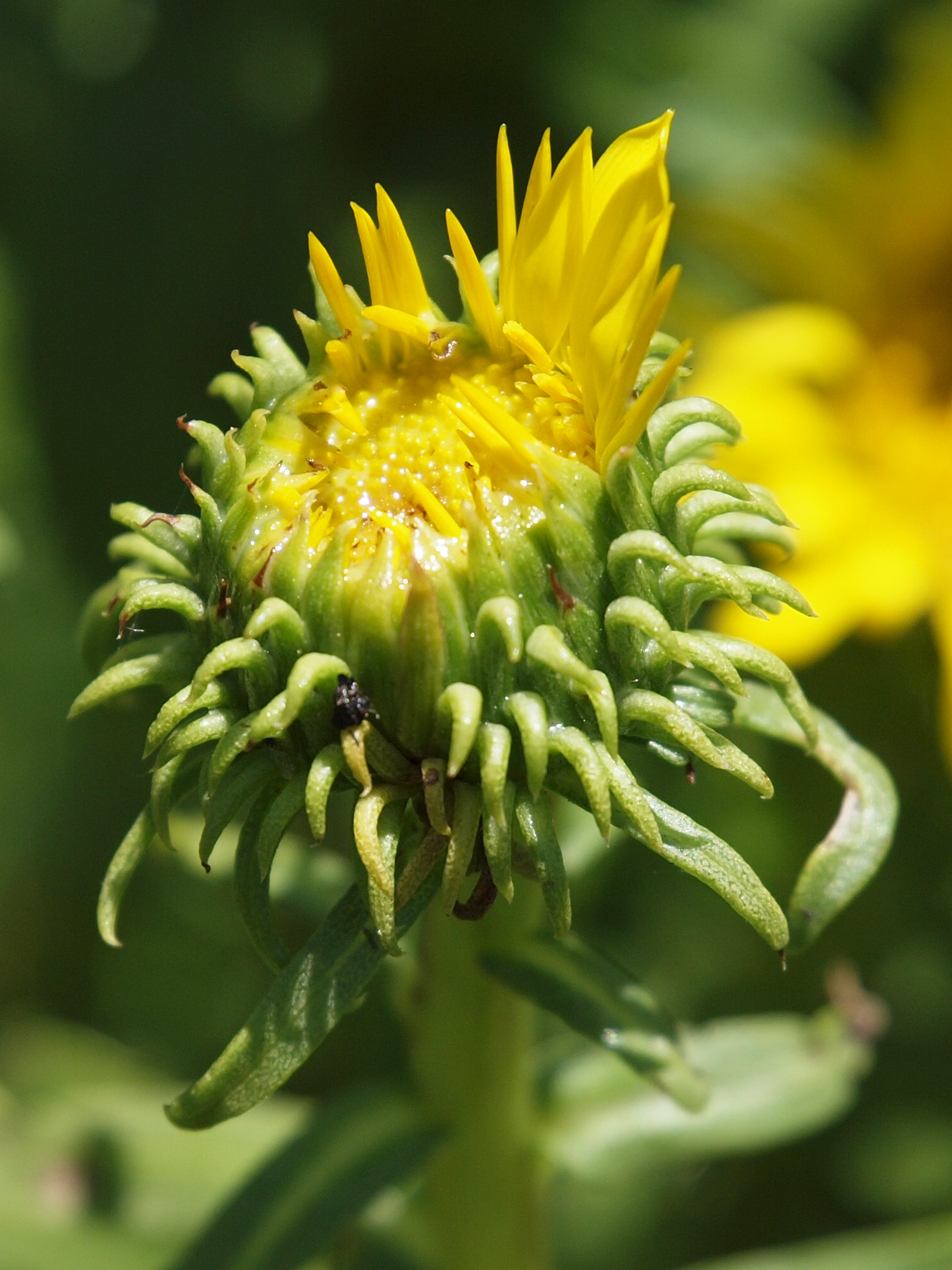
Flor

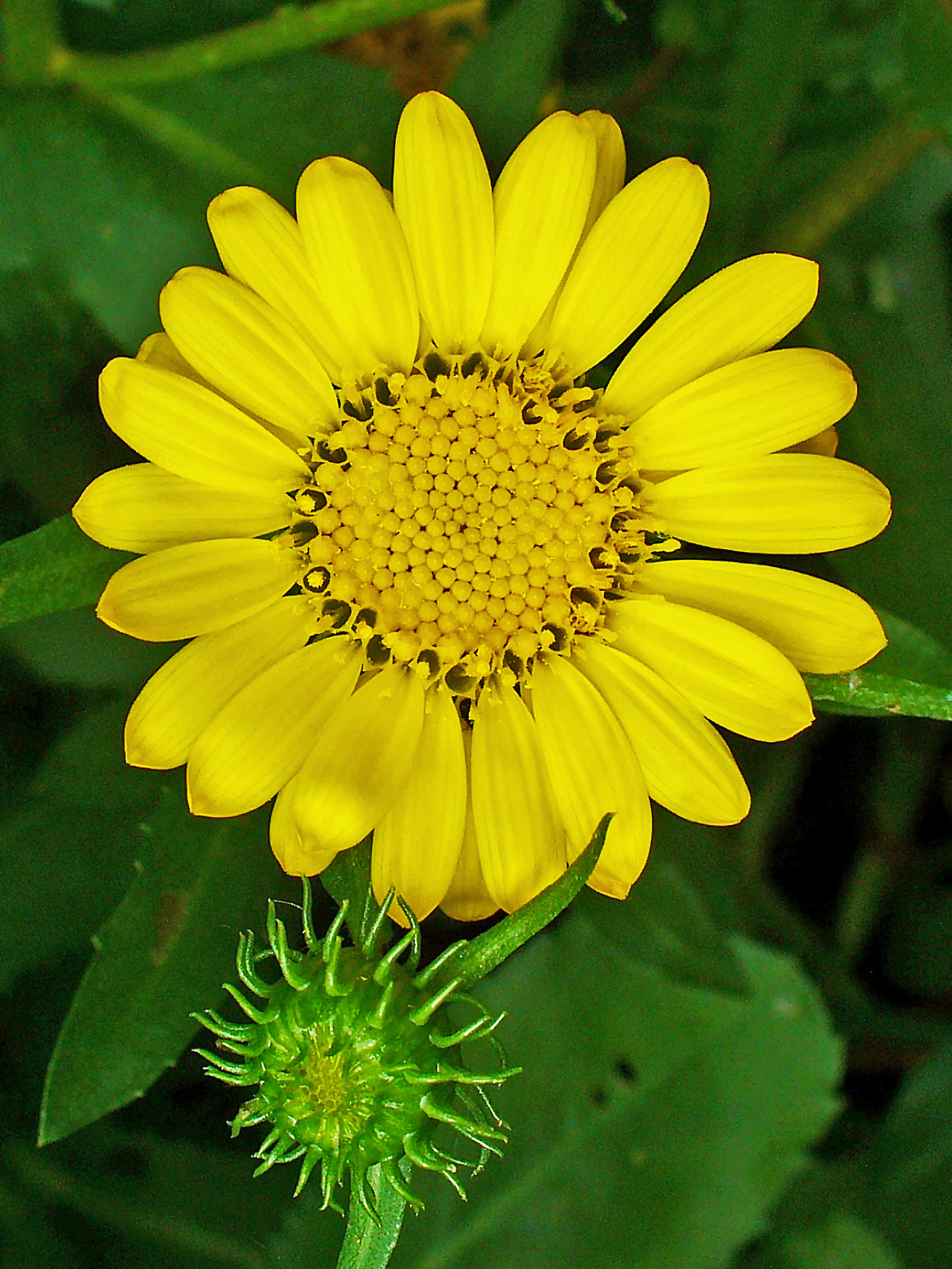
Detalle de la flor

## Distribución y hábitat
Es originaria de América del Norte, incluyendo gran parte de la costa oeste de los Estados Unidos y la mitad sur de Canadá. Crece en muchos hábitats y climas. 

## Descripción
Esta es una hierba perenne erecta formando parches de pasto de 20 centímetros de alto a extensos soportes de erectos pedúnculos que alcanzan un tamaño de un metro de altura. La planta es generalmente de color verde, pero los tallos a menudo son de color rojo o púrpura-marrón y las hojas pueden ser un tanto amarillento a rojizo. Los tallos están cubiertos con cabezas de flores de 2 o 3 centímetros de ancho con copas hemisféricas de verdosos filarios que son como una garra y doblan lejos de las flores. El centro de la cabeza está llena de pequeños floretes del disco de color amarillo y la circunferencia se alinea con los floretes de rayo de oro. La cabeza produce un exudado blanco grueso, especialmente en las nuevas cabezas de las flores. 

## Taxonomía
Grindelia hirsutula fue descrita por Hook. & Arn. y publicado en The Botany of Captain Beechey's Voyage 147. 1841[1833].
Sinonimia
- Donia glutinosa Hook.
- Grindelia acutifolia Steyerm.
- Grindelia arenicola Steyerm.
- Grindelia blakei Steyerm.
- Grindelia bracteosa J.T.Howell
- Grindelia brownii A.Heller
- Grindelia camporum Greene
- Grindelia collina J.K.Henry
- Grindelia columbiana (Piper) Rydb.
- Grindelia cuneifolia Nutt.'
- Grindelia discoidea Nutt.
- Grindelia fastigiata Greene
- Grindelia hallii Steyerm. ex Rothrock
- Grindelia hendersonii Greene
- Grindelia humilis Hook. & Arn.
- Grindelia inornata Greene
- Grindelia integerrima Rydb.
- Grindelia integrifolia var. macrophylla (Greene) Cronquist
- Grindelia lanata Greene
- Grindelia latifolia Kellogg
- Grindelia macrophylla Greene
- Grindelia maritima (Greene) Steyerm.
- Grindelia nana Nutt.
- Grindelia oregana A.Gray
- Grindelia pacifica M.E.Jones
- Grindelia paludosa Greene
- Grindelia patens Greene
- Grindelia paysonorum H.St.John
- Grindelia perennis A.Nelson
- Grindelia procera Greene
- Grindelia revoluta Steyerm.
- Grindelia robusta var. angustifolia A.Gray
- Grindelia robusta var. bracteosa (J.T.Howell) D.D.Keck
- Grindelia robusta var. davyi Jeps.
- Grindelia robusta var. latifolia (Kellogg) Jeps.
- Grindelia robusta var. patens (Greene) Jeps.
- Grindelia robusta var. platyphylla Greene
- Grindelia robusta var. rigida A.Gray
- Grindelia rubricaulis DC.
- Grindelia squarrosa var. integrifolia (Nutt.) B.Boivin
- Grindelia squarrosa var. quasiperennis Lunell
- Grindelia stricta DC.
- Grindelia venulosa Jeps.[2]